# Turmkogel (Ybbstaler Alpen, St. Anton)
Der Turmkogel ist ein 1130 m ü. A. hoher Berg südlich von St. Anton an der Jeßnitz in Niederösterreich.
Der als höchster Berg eines Höhenzuges südlich von St. Anton an der Jeßnitz gelegene Berg ist östlich vom Winterbacher Ötscher und westlich vom Hochbärneck umgeben. Diesem touristisch wenig erschlossenen Höhenzug wird meist in Zusammenhang mit einem Besuch des Hochbärnecks Aufmerksamkeit geschenkt. Der Turmkogel ist touristisch kaum erschlossen und nicht mit dem weiter südlich liegenden  Turmkogel bei Puchenstuben zu verwechseln.